# Peugeot Typ 4

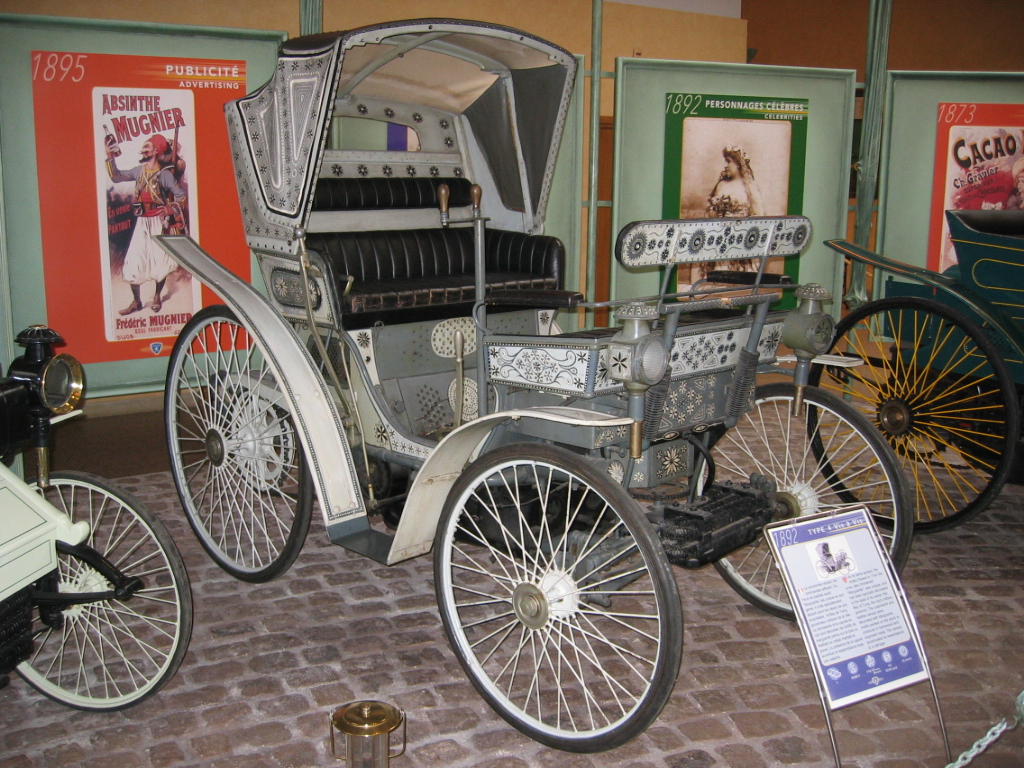
Peugeot Typ 4 im Peugeot-Museum Sochaux

Der Peugeot Typ 4 ist ein frühes Automodell des französischen Automobilherstellers Peugeot, von dem 1892 im Werk Valentigney ein einziges Exemplar produziert wurde.
Das Fahrzeug besaß einen Zweizylinder-Viertaktmotor nach Lizenz Daimler, der im Heck angeordnet war und über Ketten die Hinterräder antrieb. Der Motor leistete aus 1018 cm³ Hubraum 3,3 bis 4 PS.
Bei einem Radstand von 163 cm und einer Spurbreite von 121 cm vorne bzw. 123 cm hinten betrug die Fahrzeuglänge 262 cm, die Fahrzeugbreite 140 cm und die Fahrzeughöhe 202 cm. Die Karosserieform Vis-à-vis bot Platz für vier Personen.
Das Fahrzeug ist erhalten geblieben und ist im Musée de l’Aventure Peugeot in Sochaux, Frankreich zu besichtigen.